# DDR-Meisterschaften im Eisschnelllaufen 1978
Die DDR-Meisterschaften im Eisschnelllaufen 1978 wurden im Sprint-Mehrkampf im Karl-Marx-Städtischen Eisstadion im Küchwald und die im Großen-Mehrkampf im Sportforum Hohenschönhausen in Berlin ausgetragen. Auf den Einzelstrecken fanden in diesem Jahr keine Meisterschaften statt.

## Meister
| Distanz          | Männer         | Verein            | Frauen          | Verein           |
| ---------------- | -------------- | ----------------- | --------------- | ---------------- |
| Sprint-Mehrkampf | Roland Vetter  | SC Turbine Erfurt | Cornelia Jacob  | TSC Berlin       |
|                  |                |                   |                 |                  |
| Großen-Mehrkampf | Andreas Dietel | SC Dynamo Berlin  | Marion Dittmann | SC Dynamo Berlin |

## Sprint-Mehrkampf-Meisterschaften
Datum: 28. – 29. Januar 1978

### Männer
| Pl. | Name              | Verein            | Punkte  |
| --- | ----------------- | ----------------- | ------- |
| 1   | Roland Vetter     | SC Turbine Erfurt |         |
| 2   | Matthias Weidhase | SC Turbine Erfurt | 158,205 |
| 3   | Harald Oehme      | TSC Berlin        | 158,615 |
| 4   | Reichel           | SC Turbine Erfurt | 159,275 |
| 5   | Andreas Ehm       | SC Turbine Erfurt | 159,900 |
| 6   | Dieter Jander     | SC Turbine Erfurt | 162,130 |

### Frauen
| Pl. | Name                 | Verein             | Punkte  |
| --- | -------------------- | ------------------ | ------- |
| 1   | Cornelia Jacob       | TSC Berlin         | 173,140 |
| 2   | Christa Rothenburger | SC Einheit Dresden | 175,010 |
| 3   | Marion Dittmann      | SC Dynamo Berlin   | 175,390 |
| 4   | Hengst               | SC Karl-Marx-Stadt | 178,840 |
| 5   | Sylvia Vierkotten    | SC Einheit Dresden | 179,280 |
| 6   | Frank                | SC Einheit Dresden | 181,430 |

## Großen-Mehrkampf-Meisterschaften

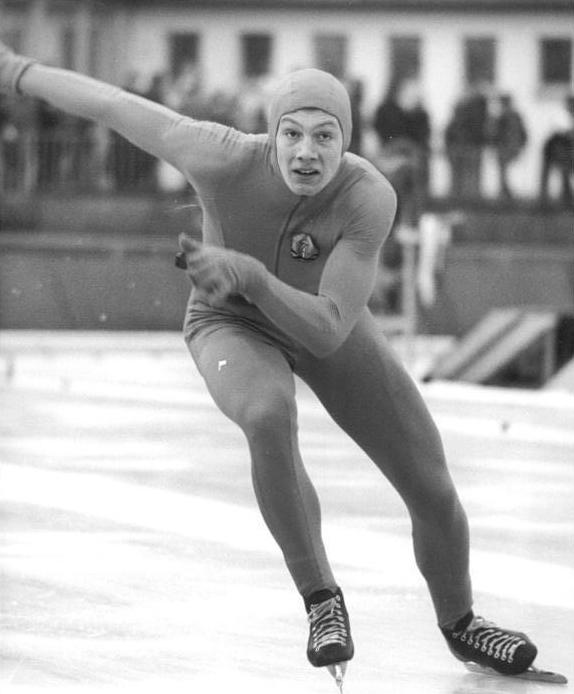
Andreas Dietel gewann in Berlin den Titel im Großen-Mehrkampf.

### Männer
Datum: 21. – 22. Januar 1978
| Pl. | Name             | Verein            | Punkte  |
| --- | ---------------- | ----------------- | ------- |
| 1   | Andreas Dietel   | SC Dynamo Berlin  | 177,285 |
| 2   | Andreas Ehrig    | TSC Berlin        | 178,308 |
| 3   | Jürgen Warnicke  | SC Dynamo Berlin  | 178,639 |
| 4   | Uwe Sauerteig    | SC Turbine Erfurt | 179,624 |
| 5   | Klaus Wunderlich | TSC Berlin        | 179,803 |
| 6   | Schmidt          | TSC Berlin        | 182,262 |

### Frauen
Datum: 18. – 19. Februar 1978
| Pl. | Name                | Verein             | Punkte  |
| --- | ------------------- | ------------------ | ------- |
| 1   | Marion Dittmann     | SC Dynamo Berlin   | 186,517 |
| 2   | Ines Bautzmann      | SC Einheit Dresden | 188,867 |
| 3   | Sabine Becker       | TSC Berlin         | 191,317 |
| 4   | Andrea Mitscherlich | SC Einheit Dresden | 192,735 |
| 5   | Andrea Eichel       | SC Dynamo Berlin   | 193,383 |
| 6   | Beate Romstedt      | SC Turbine Erfurt  | 195,417 |

## Medaillenspiegel
| Platz | Verein | Verein             | Gold | Silber | Bronze | Total |
| ----- | ------ | ------------------ | ---- | ------ | ------ | ----- |
| 1     |        | SC Dynamo Berlin   | 2    | –      | 2      | 4     |
| 2     |        | TSC Berlin         | 1    | 1      | 2      | 4     |
| 3     |        | SC Turbine Erfurt  | 1    | 1      | –      | 2     |
| 4     |        | SC Einheit Dresden | –    | 2      | –      | 2     |
|       | Total  | Total              | 4    | 4      | 4      | 12    |